# Igor Dodon
Igor Dodon (Sadova, 1975. február 18.) moldovai szocialista politikus, 2016. december 23. és 2020. december 24. között Moldova elnöke. Ezt megelőzően 2011 óta a Moldovai Köztársaság Szocialistáinak Pártja elnöke volt.